# 長野 - 臼田線

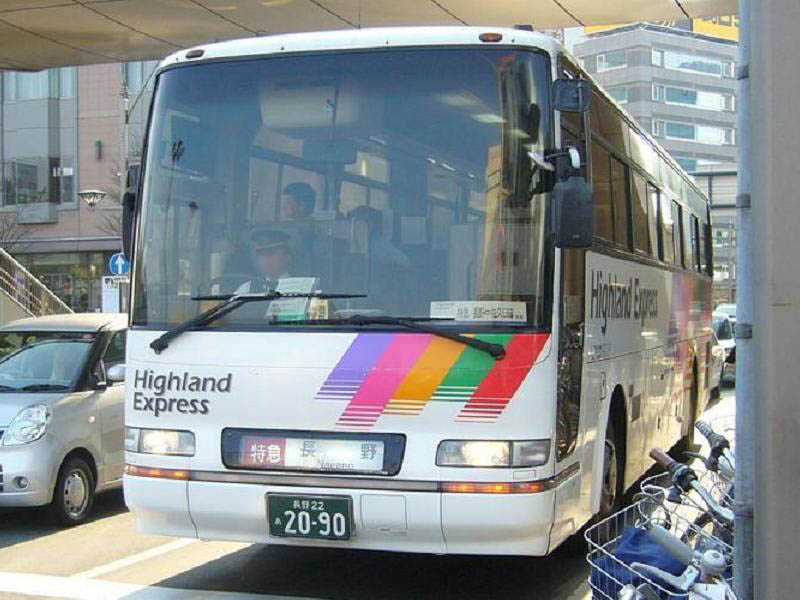
川中島バスの車両

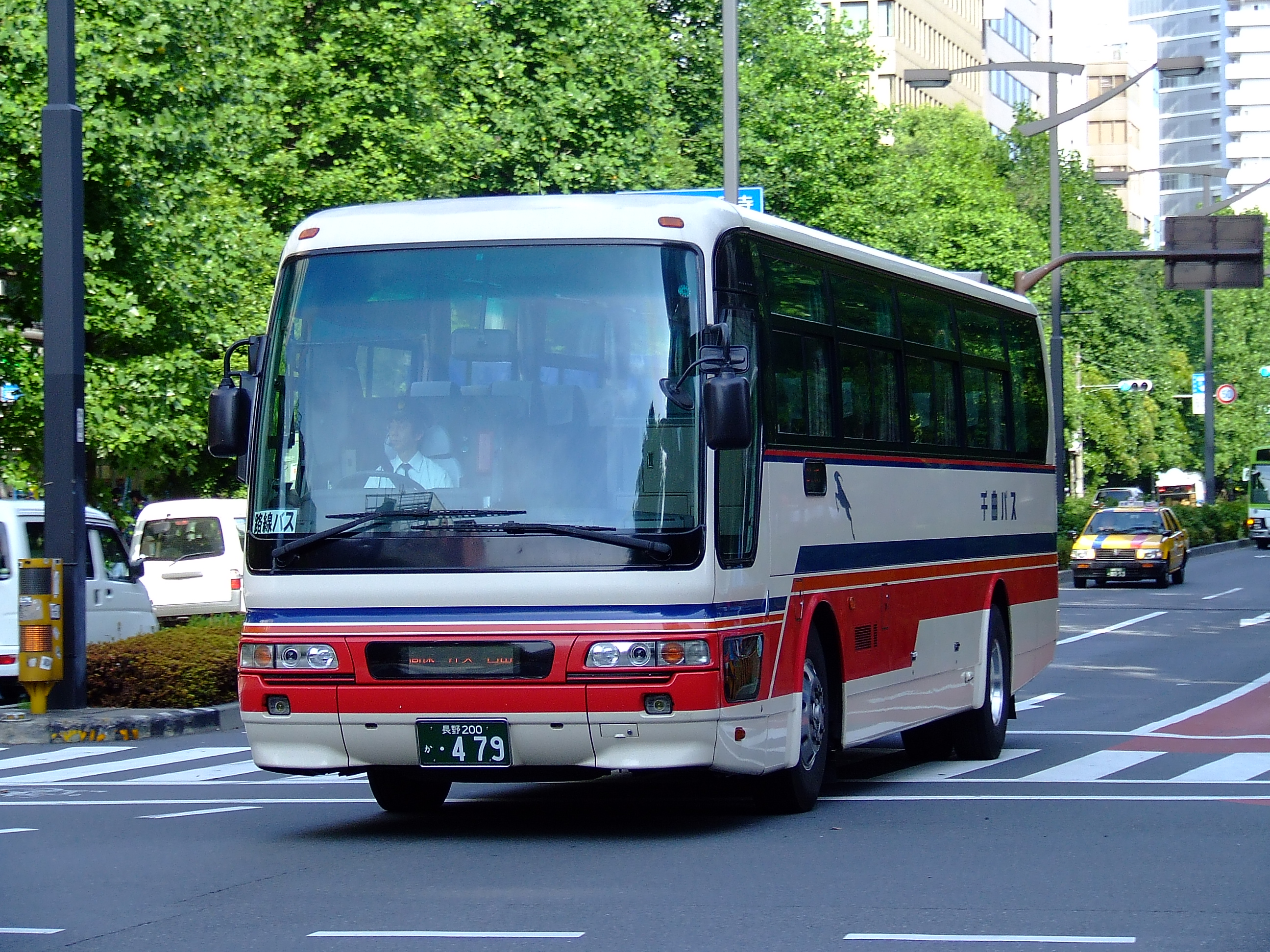
千曲バスの車両

長野 - 臼田線（ながの - うすだせん）とは、かつて長野県長野市と佐久市（旧南佐久郡臼田町）を結んでいた高速バスである。上信越自動車道の小諸インターチェンジ - 更埴ジャンクション間の開通により、1996年11月15日に運行開始した。
2016年9月30日の運行をもって、廃止された。

## 運行会社
- 千曲バス

### 過去の共同運行事業者
- 川中島バス（現、アルピコ交通） - 2010年11月30日の運行をもって撤退[3]。

## 停車停留所一覧
▼…長野発は乗車のみ、臼田発は降車のみの扱い
▲…臼田発は乗車のみ、長野発は降車のみの扱い
◆…双方向に乗降可能
| 停車停留所名         | 乗降の方向 | 備考            |
| -------------------- | ---------- | --------------- |
| 長野県庁（注）       | ▼          |                 |
| 昭和通り             | ▼          | 5番乗り場に停車 |
| 長野駅善光寺口       | ▼          | 7番乗り場に停車 |
| 長野バスターミナル   | ▼          | 8番乗り場に停車 |
| 丹波島橋南           | ▼          |                 |
| 川中島古戦場         | ▼          |                 |
| 長野インター前       | ▼          |                 |
| 上信越道屋代         | ◆          |                 |
| 千曲川さかき         | ◆          |                 |
| 上田菅平             | ◆          |                 |
| 東部湯の丸           | ◆          |                 |
| 小諸高原             | ◆          |                 |
| 佐久インター南       | ▲          |                 |
| JR佐久平駅 蓼科口    | ▲          |                 |
| 岩村田駅             | ▲          |                 |
| 岩村田               | ▲          |                 |
| 千曲パークホテル     | ▲          |                 |
| 中込橋場・駅入口     | ▲          |                 |
| 野沢（相生町）       | ▲          |                 |
| 臼田（佐久総合病院） | ▲          |                 |

注：「長野県庁」停留所は、長野発第7便（最終）：佐久平駅行きと、臼田発第6便（最終）：長野行きの毎週土曜・日曜・休日運行便については『県庁前』発着となる。

## 使用車両
- 千曲バス--ISUZU GALA
- 川中島バス--HINO SELEGA

- 基本的にWCなしの車両が使用される。川中島バスの車両はみすずハイウェイバスの長野 - 松本線と共通運用されている模様。
- 観光シーズンで車両が足りなくなる場合、稀に旧車両が使用されている。（千曲バス）